# Hans Reichenbach

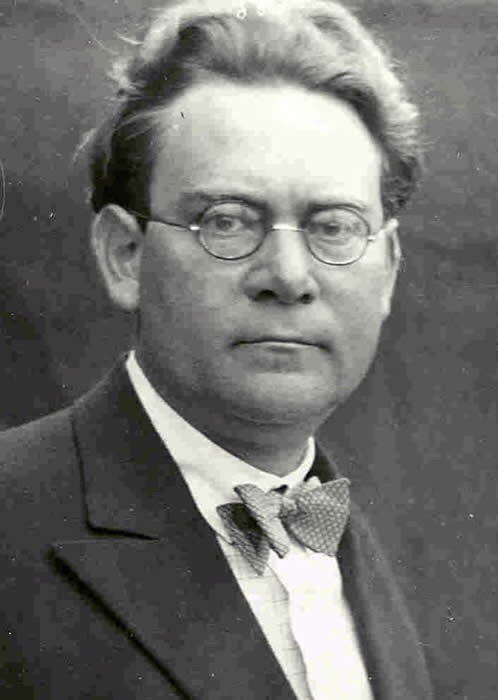
Hans Reichenbach w 1921 roku

Hans Reichenbach (ur. 26 września 1891 w Hamburgu, zm. 9 kwietnia 1953 w Los Angeles) – niemiecko-amerykański filozof nauki, przedstawiciel pozytywizmu logicznego. Wykładowca Uniwersytetu Berlińskiego, profesor Uniwersytetu Stambulskiego i Uniwersytetu Kalifornijskiego w Los Angeles (UCLA).
Reichenbach był współzałożycielem koła Berlińskiego, które obok Koła Wiedeńskiego tworzyło silny ośrodek empiryzmu logicznego.

## Życiorys

### Niemcy
Po ukończeniu szkoły średniej w Hamburgu Reichenbach studiował inżynierię na politechnice w Stuttgarcie oraz fizykę, matematykę i filozofię na różnych uczelniach - w Berlinie, Erlangen, Getyndze, Monachium. Jego nauczycielami byli Ernst Cassirer, David Hilbert, Max Planck, Max Born, Arnold Sommerfeld. Reichenbach działał w ruchu młodzieżowym i studenckich organizacjach. Chciał przeprowadzić reformę uniwersytetu, wprowadzić wolność badania i wyplenić antysemityzm.
Reichenbach uzyskał stopień w filozofii na uniwersytecie w Erlangen w 1915 r., a w 1916 r. opublikowano jego dysertację doktorską z teorii prawdopodobieństwa, promotorami której byli Paul Hensel i Emmy Noether. W okresie I wojny światowej Reichenbach walczył na froncie rosyjskim w oddziałach radiowych. W roku 1917 z powodu kłopotów ze zdrowiem został zwolniony ze służby i wrócił do Berlina. W latach 1917–1920 pracował jako inżynier i fizyk, uczęszczał też na wykłady Alberta Einstena z teorii względności. 
W roku 1920 Reichenbach zaczął nauczać w Technische Hochschule w Stuttgarcie jako Privatdozent. W tym samym roku opublikował swoją pierwszą książkę o filozoficznych implikacjach teorii względności: The Theory of Relativity and A Priori Knowledge, która krytykowała Kanta pojęcia syntetycznych sądów a priori. Późniejsze jego publikacje to: Axiomatization of the Theory of Relativity (1924), From Copernicus to Einstein (1927) i The Philosophy of Space and Time (1928), która zapoczątkowała logiczno-empiryczne spojrzenie na teorię względności.
W roku 1928 Reichenbach ufundował "koło berlińskie" - Stowarzyszenie filozofii empirycznej (niem. "Die Gesellschaft für empirische Philosophie"). Jego członkami byli między innymi Carl Gustav Hempel, Richard von Mises, David Hilbert i Kurt Grelling. W 1930 roku wraz z Rudolfem Carnapem zaczęli wydawać pismo Erkenntnis.

### Emigracja
W 1933, kiedy Adolf Hitler został kanclerzem niemieckim, Reichenbach wyemigrował do Turcji gdzie prowadził departament filozofii na uniwersytecie w Stambule. Prowadził międzydyscyplinarne seminaria i wykłady z nauk; w roku 1935 opublikował The Theory of Probability. Wraz z 32 innymi profesorami niemieckimi był częścią planu westernizacji Turcji przez Atatürka.
W 1938 roku z pomocą Charlesa Morrisa przeniósł się do USA, gdzie objął profesurę w Uniwersytecie w Kalifornii w Los Angeles. Jego praca o filozoficznych podstawach mechaniki kwantowej została opublikowana w roku 1944 następnie ukazały się Elements of Symbolic Logic (opublikowana, częściowo, po polsku pod redakcją Jerzego Pelca) i The Rise of Scientific Philosophy (tłumaczenie Haliny Krahelskiej w 1960 na polski). Za jego najwybitniejszego studenta można uznać Hilary Putnam. On pomógł ustanowić UCLA jako wiodący departament filozoficzny w USA po wojnie. 
Podczas II wojny światowej, Reichenbach zajmował  się m.in. pomocą w wyjeździe członków swojej rodziny z Niemiec oraz zabezpieczaniem posad dla kolegów na UCLA, w szczególności członków Szkoły Frankfurckiej (Theodor Adorno, Max Horkheimer), którzy wraz z Bertoltem Brechtem i Thomasem Mannem stali się częścią niemieckiego kręgu intelektualnego Reichenbacha w Los Angeles. 
Zmarł 9 kwietnia 1953 roku w Los Angeles podczas pracy nad problemami z filozofii przestrzenie i czasu i natury praw naukowych. Te prace dały w wyniku dwie książki opublikowane po śmierci: The Direction of Time i Nomological Statements and Admissible Operations.

## Poglądy

### Kontekst odkrycia i kontekst uzasadnienia
Hans Reichenbach był empirystą logicznym i przeciwnikiem psychologizmu w filozofii nauki. W celu precyzyjnego rozgraniczenia obszarów badawczych, na których operują psychologia i epistemologia, wprowadził do dyskusji filozoficznych dwa terminy: „kontekst uzasadniania” i „kontekst odkrycia”. Określając logikę jako „analizę myśli”, zauważył on, że: 
należy rozróżnić dwie dziedziny takiej analizy: kontekst odkryć i kontekst uzasadnień. Kontekst odkryć należy do analizy psychologicznej, podczas gdy kontekst uzasadnień jest domeną logiki, która poddaje analizie uporządkowane szeregi operacji myślowych, skonstruowanych w ten sposób, aby dawały uzasadnione rezultaty.
Dodawał:
Sam fakt odkrycia wymyka się analizie logicznej; nie istnieją żadne reguły pozwalające stworzyć "maszynę do odkryć", która przejęłaby na siebie twórczy wysiłek umysłu ludzkiego.
Ogólnie rzecz biorąc "W przypadku błędu możemy szukać tylko wyjaśnienia psychologicznego; prawda wymaga analizy logicznej"

### Zasada wspólnej przyczyny
W swoim dziele, The Direction of Time(1956), wprowadził zasadę wspólnej przyczyny (zwaną też zasadą Reichenbacha głoszącą, że korelacja pomiędzy dwoma zdarzeniami A i B wskazuje na to, że albo A jest przyczyną B, albo B jest przyczyną A, albo A i B mają wspólną przyczynę), którą zilustrować można jednym z paradoksów wyjaśnienia naukowego. Jak pokazuje Adam Grobler  z prawa: „ilekroć wskazówka barometru gwałtownie opada, nadchodzi burza” oraz ze zdania: „wskazówka barometru gwałtownie opada” wynika logicznie, że nadchodzi burza. Takie rozumowanie byłoby wyjaśnieniem w sensie Hempla, ale trudno je uznać za takie, ponieważ to nie barometr powoduje burzę. Opadanie wskazówki barometru i nadejście burzy ma wspólną przyczynę: spadek ciśnienia atmosferycznego. Poszukiwanie wspólnej przyczyny jest zalecaną przez Hansa Reichenbacha strategią wyjaśniania korelacji między dwoma rodzajami zdarzeń.
Jak opisuje Leszek Wroński, w jednej ze swoich najbardziej podstawowych i nieformalnych postaci zasada wspólnej przyczyny stwierdza, że każda zaskakująca korelacja między dwoma czynnikami, które, jak się uważa, nie wpływają na siebie bezpośrednio, wynika z ich (być może ukrytej) wspólnej przyczyny. W historii filozofii łatwo znaleźć przykłady podobnego rozumowania; nie trzeba patrzeć dalej niż na problem umysł-ciało (dualizm psycho-fizyczny). Istnieje naprawdę zdumiewająca korelacja pomiędzy naszymi myślami typu „chcę pomachać ręką” a ruchami naszych rąk. Czcigodnym rozwiązaniem tego dylematu jest odwoływanie się do Boga jako wspólnej przyczyny (czyli drogą, którą przebył np. Malebranche).
Formalny argument przedstawia się następująco:
Jeśli zdarzenie  A jest dodatnio skorelowane z B, tzn. p(A | B) > p(A) × p(B), to zdarzenie C jest wspólną przyczyną A i B pod warunkiem, ze: 
1. p(A | C) > p(A | ¬C) i 
2. p(B | C) > p(B | ¬C) i 
3. p(A ∧ B | C) = p(A | C) × p(B | C) i 
4. p(A ∧ B | ¬C) = p(A | ¬C) × p(B | ¬C).

### Abstracta, illata i concreta
Reichenbach zabrał również głos w sporze o uniwersalia. Według niego ten problem jest kwestią konwencji, a nie pytaniem o ich prawdziwość. Niezależnie od decyzji można stwierdzić, że istnienie abstraktów jest sprowadzalne do istnienia innych rzeczy. Ten proces logiczny można nazwać "redukcją". Abstrakt może być nazwany "kompleksem"; konkrety po prawej stronie formuły  mogą być nazwane "wewnętrznymi elementami" kompleksu. Proces odwrotny można nazwać "kompozycją". Elementy składają się na kompleks, kompleks jest redukowany do swoich elementów. Oba te związki mogą być zjednoczone pod terminem "relacja redukowalności"; jest ona zdefiniowana przez równoważność.
Traktował wrażenia jako archetypy faktów obserwacyjnych, jednak w odróżnieniu od neopozytywistów nie budował na nich swojej ontologii. W Expierience and Prediction(1938) twierdził, że świat skonstruowany jest z trzech typów rzeczy: konkretów, abstraktów i illatów:
"Oznacza to, że świat konkretów jest tylko pierwszym krokiem w naszej konstrukcji świata. Z tego kroku konstruujemy abstrakty jako kompleksy redukowalne, a illata jako kompleksy projektujące. Abstrakty i illata mają wspólną cechę, jaką jest ich niedostępność dla bezpośredniego istnienia; jednakże, w odniesieniu do istnienia obiektywnego, ich charakter logiczny jest zupełnie inny. Obiektywne istnienie abstraktów jest redukowalne do konkretów, tak że te są wewnętrznymi elementami abstraktów. Obiektywne istnienie illata jednak nie jest redukowalne do konkretów; te są zewnętrznymi elementami illata jako kompleksów projektujących"

### Pragmatyczne uzasadnienie indukcji naukowej
Reichenbach chciał znaleźć uzasadnienie dla naukowej logiki indukcyjnej drogą właściwych wnioskowań dedukcyjnych, pomimo tego, że zgadzał się z Hume'm, że żadne wnioskowanie dedukcyjne z prawdziwych przesłanek nie może doprowadzić do konkluzji, że indukcja naukowa da nam prawdziwe wnioski w każdym przypadku. Reichenbach twierdzi, że chociaż nie da się wykazać, że jakakolwiek metoda indukcyjna będzie skuteczna, można wykazać, że indukcja naukowa odniesie sukces, jeśli jakakolwiek metoda indukcji będzie skuteczna. Innymi słowy, możliwe jest, że żadna logika indukcyjna nie doprowadzi nas do  niezawodnych wnioskowań, które w większości przypadków dają nam prawdziwe wnioski, ale jeśli jakakolwiek metoda to zrobi, to naukowa logika indukcyjna również to zrobi. Jeśli można to wykazać, wydaje się uczciwe stwierdzenie, że indukcja naukowa została racjonalnie uzasadniona. Jak pisał Reichenbach:
Wszelkie stwierdzenia dotyczące przyszłości są formułowane w formie zakładu. Zakładamy, że słońce wzejdzie jutro, że jutro będziemy mieć jedzenie, które nas odżywi, że prawa fizyczne będą ważne jutro; wszyscy jesteśmy, w pewnym sensie, hazardzistami — zarówno naukowcy, jak i biznesmeni, a także osoby rzucające kości. Tak jak oni, znamy prawdopodobieństwa naszych zakładów; a jeśli jest jakakolwiek różnica na korzyść naukowego hazardzisty, to tylko taka, że nie zadowala się on prawdopodobieństwami tak niskimi, jak te akceptowane przez gracza w kości. To jedyna różnica; nie możemy uniknąć stawiania zakładów, ponieważ jest to jedyny sposób, aby uwzględnić wydarzenia przyszłości.

### Probabilistyczna teoria znaczenia
Jego teoria znaczenia była, zgodnie z duchem Koła wiedeńskiego, formą weryfikacjonizmu. Jego probabilistyczna teoria znaczenia opierała się na dwóch zasadach:(i) zdanie ma sens, jeśli możliwe jest określenie wagi, czyli stopnia prawdopodobieństwa, dla tego zdania i (ii) dwa zdania mają to samo znaczenie, jeśli na podstawie każdej możliwej obserwacji uzyskują tę samą wagę lub stopień prawdopodobieństwa.. Znaczenie definiował jako  funkcję, jaką symbole nabywają poprzez odpowiednie powiązanie z faktami( relacja korespondencji).

### Fallibilizm
Dla Reichenbacha prawdopodobieństwo jest podstawą zarówno metafizyki, jak i epistemologii. Metafizycznie, prawdopodobieństwo jest fundamentalne, ponieważ to relacje prawdopodobieństwa między sekwencjami zdarzeń w świecie dają początek przyczynowości, czasowi i przestrzeni. Epistemologicznie, prawdopodobieństwo jest fundamentalne, ponieważ wiedza empiryczna jest po prostu wiedzą o prawdopodobieństwach. Nawet wiedza o zdaniach obserwacyjnych jest uważana przez Reichenbacha za wiedzę probabilistyczną (EP, s. 183-188), ponieważ jego fallibilizm prowadzi go do stwierdzenia, że żadne zdanie obserwacyjne nie jest absolutnie niekorygowalne, a wraz z postępem wiedzy naukowej musimy badać prawdopodobieństwo, że nasze pojedyncze sądy obserwacyjne mogą być błędne.

### Krytyka filozofii spekulatywnej
Uważał, że osiągnięcia nauki dostarczają odpowiedzi na niektóre spośród tradycyjnych pytań filozofii: powstanie geometrii nieeuklidesowych obala kantowską koncepcję przestrzeni, teoria względności – kantowską koncepcję czasu, mechanika kwantowa – zasadę przyczynowości itd.
Reichenbach twierdził, że poglądy filozofów "spekulatywnych" (czyli większości klasyków filozofii) wyjaśnić można przez ustalenie psychologicznych przyczyn, które ich do poglądów tych przywiodły:
W dedukcji Descartesa próżno by szukać rzetelnej logiki, za to można z niej wydobyć niemałą ilość informacji psychologicznych. Właśnie poszukiwanie pewności doprowadziło tego wybitnego matematyka do tak zawiłej logiki (...). Psychologowie tłumaczą poszukiwanie pewności chęcią powrotu do czasów dzieciństwa wolnych od wątpliwości i charakteryzujących się zaufaniem w wiedzę rodziców. Chęć ta ulega na ogół wzmocnieniu na skutek wychowania, które uczy dziecko uważać wątpienie za grzech a zaufanie za nakaz religii.

## Polityczna działalność
Uczestniczył w konferencji założycielskiej grupy parasolowej Freideutsche Jugend w 1913. Opublikował artykuły na temat reformy uniwersytetu, wolności badań i przeciwko antysemickiej infiltracji w organizacjach studenckich. Jego starszy brat Bernard był członkiem Komunistycznej Partii Robotniczej Niemiec (KAPD). Hans napisał Platformę Socjalistycznej Partii Studentów w Berlinie, która została opublikowana w 1918.

## Najważniejsze dzieła
- 1928. Philosophie der Raum-Zeit-Lehre. English translation: Maria Reichenbach, 1957, The Philosophy of Space and Time. Dover. ISBN 0-486-60443-8
- 1935. Wahrscheinlichkeitslehre: eine Untersuchung über die logischen und mathematischen Grundlagen der Wahrscheinlichkeitsrechnung. English translation: 1949, The theory of probability, an inquiry into the logical and mathematical foundations of the calculus of probability. University of California Press.
- 1938. Experience and prediction: an analysis of the foundations and the structure of knowledge. University of Chicago Press.(Polski przekład §1, "Trzy zadania epistemologii", Studia Filozoficzne nr 7-8, 1989, s. 205-212)
- 1942. From Copernicus to Einstein. Dover 1980: ISBN 0-486-23940-3
- 1944. Philosophic Foundations of Quantum Mechanics. University of California Press. Dover 1998: ISBN 0-486-40459-5.
- 1951. The Rise of Scientific Philosophy. University of California Press. ISBN 978-0-520-01055-0. Polski przekład: , Powstanie filozofii naukowej, Warszawa 1960.
- 1956. The Direction of Time. University of California Press. Dover 1971. ISBN 0-486-40926-0

## Recepcja w Polsce
Zasada Reichenbacha doczekała się w Polsce monografii pt. Reichenbach’s Paradise Constructing the realm of probabilistic common “causes” pióra Leszka Wrońskiego.